# 瘦甲藻属
瘦甲藻属（学名：Lissodinium）是足甲藻科下的一个属。

## 下属物种
本属包括以下物种：
- Lissodinium schilleri Matzenauer, 1933